# A cavallo della tigre (film, 2002)
Pour l’article homonyme, voir A cavallo della tigre.
Pour plus de détails, voir Fiche technique et Distribution.
A cavallo della tigre est un film italien réalisé par Carlo Mazzacurati, sorti en 2002.
C'est un remake du film de Luigi Comencini sorti en 1961.

## Synopsis
Guido entame une relation avec Anton, une mère célibataire. Ayant des problèmes d'argent, il décide de braquer un magasin mais est envoyé en prison, où il rencontre deux détenus qui préparent leur évasion. Il les accompagne dans leur cavale, et se lance alors à la recherche d'Anton.

## Fiche technique
- Réalisation : Carlo Mazzacurati
- Scénario : Franco Bernini, Carlo Mazzacurati
- Producteurs : Marco Poccioni, Marco Valsania
- Société de production : Rodeo Drive, Rai Cinema
- Photographie : Alessandro Pesci, Roberto Cimatti
- Montage : Paolo Cottignola
- Musique : Ivano Fossati
- Genre : Comédie[2]
- Durée : 98 minutes
- Date de sortie : 2002

## Distribution
- Fabrizio Bentivoglio : Guido Liverani
- Paola Cortellesi : Antonella
- Tuncel Kurtiz : Fatih
- Roberto Citran : le commissaire
- Rafik Boubker : Hamid
- Semsudin Mujic : Arjan
- Manrico Gammarota :
- Marco Paolini : Faustino
- Marco Messeri : Iguana
- Emanuela Grimalda : amante de Hamid
- Marica Coco : mère de l'enfant
- Gianluca Frigerio : père de l'enfant
- Paolo Conte
- Paolo De Vita
- Marco Ferri : un policier